# Karl-Ernst Schmidt

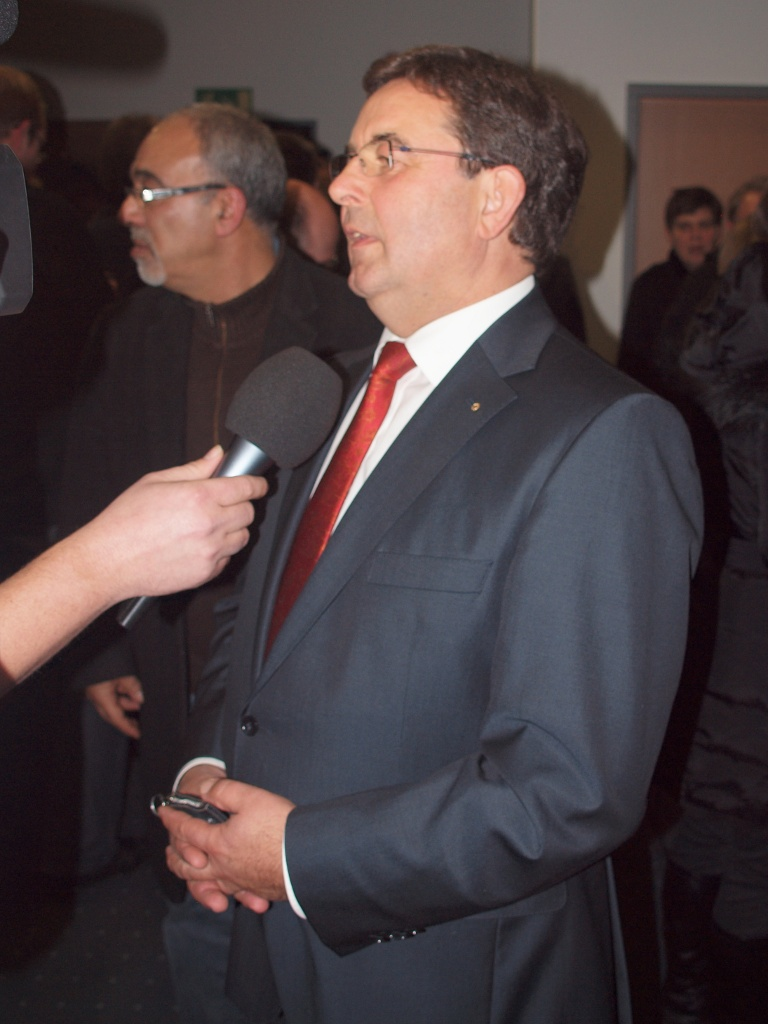
Karl-Ernst Schmidt (2010)

Karl-Ernst Schmidt (* 28. Dezember 1949 in Dens) ist ein deutscher Kommunalpolitiker (CDU) und war vom 1. September 2003 bis 2015 Landrat des Landkreises Hersfeld-Rotenburg. Er ist verheiratet und Vater von zwei erwachsenen Kindern.

## Leben
Im Jahr 1966 legte er seine Mittlere Reife ab. Im Anschluss daran absolvierte er eine Berufsausbildung zum Landwirt. Im Jahr 1973 konnte er dann den Landwirtschaftsmeister folgen lassen. 1974 bis 1975 absolvierte er das Grundstudium der Landwirtschaft an der Universität Kassel in Witzenhausen. An der JLU Gießen schloss sich ein Studium der Agrarwissenschaften an welches er 1979 mit der Diplomprüfung und dem ersten Staatsexamen beendete. 
Schmidt war von 1979 bis 1983 als Wissenschaftlicher Mitarbeiter an der Landwirtschaftlichen Fakultät der JLU Gießen tätig. Diese Tätigkeit schloss er Anfang 1983 mit einer Promotion zum Dr. rer. nat. ab. Danach war er für kurze Zeit bei der Deutschen Landwirtschaftsgesellschaft in Frankfurt tätig. Anschließend war er im höheren Dienst der hessischen Agrarverwaltung im Werra-Meißner-Kreis beschäftigt. Dort war er auch von 1990 bis 2003 Leiter der Landwirtschaftsverwaltung.
Schmidt war in seiner Eigenschaft als Landrat Mitglied des Verwaltungsrats der Sparkasse Bad Hersfeld-Rotenburg.

## Politik
Karl-Ernst Schmidt ist Mitglied der CDU. Er ist seit 1972 kommunalpolitisch aktiv und Vorsitzender des Gemeindeverbandes der CDU in Nentershausen.
Am 2. Februar 2003 wurde er erstmals zum Landrat des Landkreises Hersfeld-Rotenburg gewählt. Er konnte sich äußerst knapp mit 50,3 % der Stimmen gegen Amtsvorgänger Roland Hühn durchsetzen.
Bei der Landratswahl am  26. April 2009 wurde Schmidt mit 59,8 % der Stimmen im Amt bestätigt.
Schmidt war bis 2013 Vorsitzender der Bezirksversammlung Nord des Hessischen Landkreistages. Seit November 2013 ist er dessen Erster Vizepräsident.

## Belege
1. ↑  Ergebnis der Landratswahl im Landkreis Hersfeld-Rotenburg am 2. Februar 2003
2. ↑  Ergebnis der Landratswahl im Landkreis Hersfeld-Rotenburg am 26. April 2009
3. ↑  Bezirksversammlungen auf den Seiten des Hessischen Landkreistages (Seite nicht mehr abrufbar, festgestellt im April 2019. Suche in Webarchiven)  Info: Der Link wurde automatisch als defekt markiert. Bitte prüfe den Link gemäß Anleitung und entferne dann diesen Hinweis.

| Personendaten    | Personendaten             |
| ---------------- | ------------------------- |
| NAME             | Schmidt, Karl-Ernst       |
| KURZBESCHREIBUNG | deutscher Politiker (CDU) |
| GEBURTSDATUM     | 28. Dezember 1949         |
| GEBURTSORT       | Dens                      |